# Sint-Pieterskerk (Kassel)
De Sint-Pieterskerk (Frans: Église Saint-Pierre) was, naast de Onze-Lieve-Vrouw van de Cryptekerk, een belangrijk kerkgebouw in de stad Kassel in het Franse Noorderdepartement. 

## Geschiedenis
De kerk bevond zich op het huidige terras van het kasteel. Deze kerk werd gesticht door Robrecht I de Fries, Graaf van Vlaanderen, in 1072, uit dankbaarheid nadat hij door diplomatie een overwinning op Richilde van Henegouwen had behaald op dezelfde datum (29 juni) waarop de feestdag van Sint-Petrus plaatsvindt.
Het lichaam van Robrecht werd in 1093 bijgezet in de crypte van de kerk. Ook Onze-Lieve-Vrouw van de Crypte werd hier aanvankelijk vereerd.
In 1788 werd de kerk gesloopt. De Franse revolutionairen gooiden de beenderen van Robrecht in de goot op de Grote Markt.
Resten van de crypte zijn onder het terras nog aanwezig. In 2007 werd de ingang van de crypte zichtbaar gemaakt en afgeschermd met een glasplaat.